# Plecia monticola
Plecia monticola är en tvåvingeart som beskrevs av Hardy 1958. Plecia monticola ingår i släktet Plecia och familjen hårmyggor. Inga underarter finns listade i Catalogue of Life.